# Смородовка
Смородовка — деревня в Бежаницком районе Псковской области. Входит в состав сельского поселения муниципальное образование «Добрывичская волость».

## География
Расположена в 31 км к северу от райцентра Бежаницы; к западу от Шилово (близ железной дороги Новосокольники — Бежаницы — Дедовичи — Дно).

## Население
| 2001 | 2002 | 2010 |
| ---- | ---- | ---- |
| 72   | ↘70  | ↘26  |